# Konrad Plautz

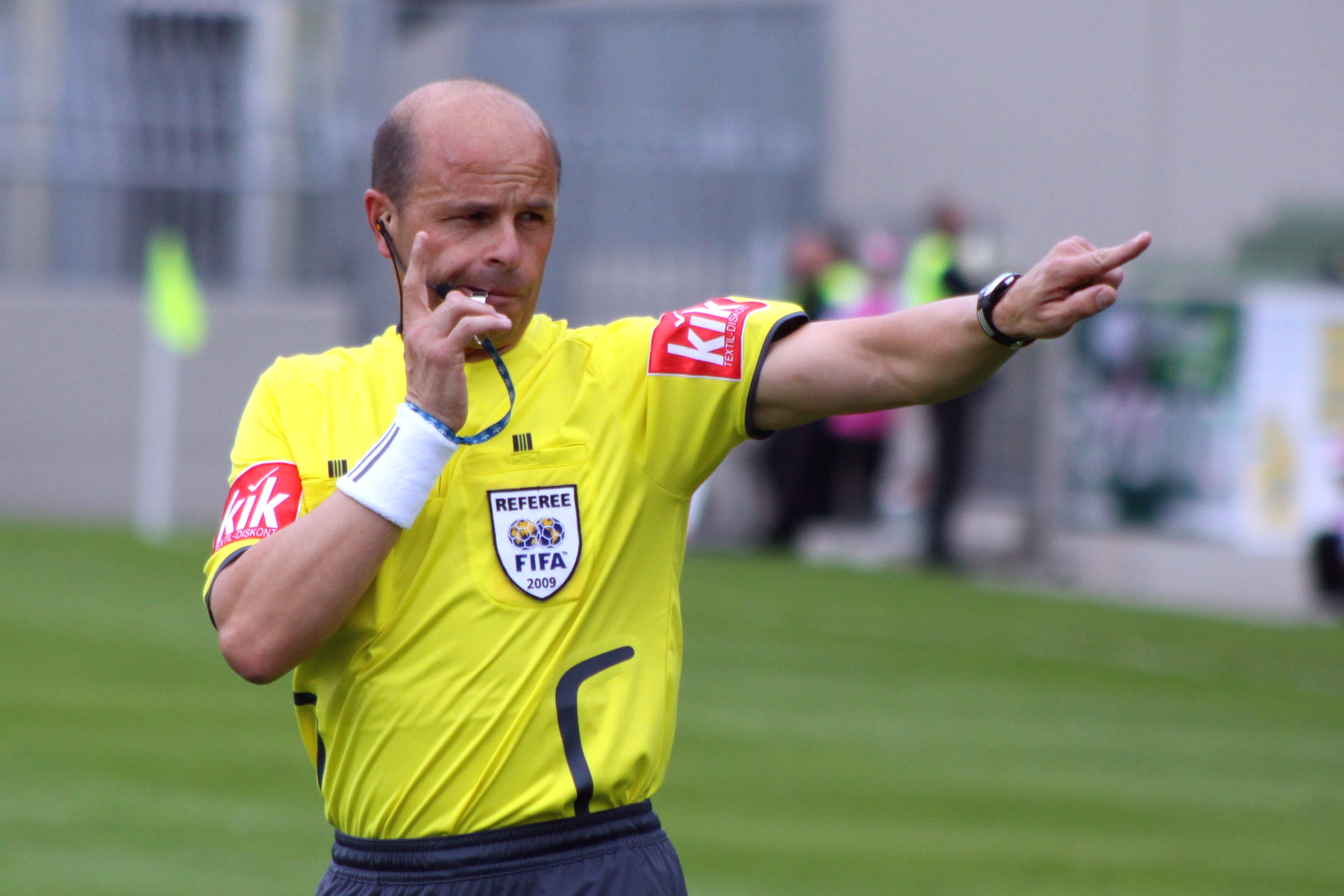
Konrad Plautz.

Konrad Plautz (16 de octubre de 1964 en Navis) es un ex-árbitro de fútbol austríaco. Fue árbitro internacional desde 1996 hasta 2009.
Plautz fue uno de los doce árbitros principales en la Eurocopa 2008.